# هاتویاما، سایتاما
هاتویاما، سایتاما (به لاتین: Hatoyama, Saitama) یک منطقهٔ مسکونی در ژاپن است که در استان سایتاما واقع شده‌است. هاتویاما ۲۵٫۷۳ کیلومترمربع مساحت و ۱۴٬۳۳۶ نفر جمعیت دارد.